# (35843) 1999 JZ59
1999 JZ59 (asteroide 35843) é um asteroide da cintura principal. Possui uma excentricidade de 0.15304420 e uma inclinação de 1.71556º.
Este asteroide foi descoberto no dia 10 de maio de 1999 por LINEAR em Socorro.